# Thomas Owen Clancy
Pour les articles homonymes, voir Clancy.
Le professeur Thomas Owen Clancy est un historien américain spécialisé dans la littérature celtique, particulièrement en Écosse. Il a étudié à l'université de New York et à l'université d'Édimbourg. Il est actuellement à l'université de Glasgow et est nommé professeur de celtique en 2005.